# Fatukety
Fatukety is een bestuurslaag in het regentschap Belu van de provincie Oost-Nusa Tenggara, Indonesië. Fatukety telt 1986 inwoners (volkstelling 2010).